# Зайцев, Василий Петрович (Герой Советского Союза)
Василий Петрович Зайцев — участник Великой Отечественной войны, командир 4-й роты 2-го батальона 297-го стрелкового полка 184-й Краснознамённой Духовщинской стрелковой дивизии 5-й армии 3-го Белорусского фронта, Герой Советского Союза.

## Биография
Родился 26 февраля 1916 года в Ижевске (по другим данным — 11 марта 1915 в деревне Верхняя Лудзя Вятской губернии). По национальности — удмурт. Окончил семь классов. Работал в колхозе почтальоном, председателем сельского совета.
В Красную армию был призван в 1937 году и направлен в пограничные войска НКВД СССР, служил на Дальнем Востоке. После увольнения в запас жил в Ижевске, работал на Центральной почте.

## Великая Отечественная война
На фронтах Великой Отечественной войны с июля 1941 года. В 1942 году окончил курсы младших лейтенантов. С декабря 1943 г. командовал стрелковой ротой 297-го стрелкового полка 184-й стрелковой дивизии, в составе Западного, 3-го Белорусского фронтов освобождал Смоленск, Белоруссию. Был ранен пять раз. 17 августа 1944 года рота Зайцева первой в Красной армии вышла на государственную границу с Восточной Пруссией в районе севернее города Науместис (Литва), в связи с чем её командир отправил исторический рапорт Верховному Главнокомандующему Иосифу Сталину:

 «Я рапортую Вам по службе и по душе. 17 августа в 7 часов 30 минут на мою долю выпала честь первым водрузить наше победоносное Красное знамя на государственной границе социалистического Отечества с гитлеровской Германией… Мы знаем, что врага надо добить. Всё, что от меня и моих бойцов потребует борьба для полного сокрушения Германии, мы отдадим не задумываясь».
В октябре 1944 года при вступлении советских войск на территорию Восточной Пруссии был тяжело ранен в бою и через несколько дней скончался в госпитале. Похоронен в городе Каунас.

## Награды
- Медаль «Золотая Звезда» (указ от 24 марта 1945);
- орден Ленина;
- орден Красного Знамени;
- орден Александра Невского;
- орден Отечественной войны II степени;
- орден Красной Звезды.

## Память
Решением исполкома Ижевского горсовета от 28 апреля 1965 года Бессарабская улица переименована в улицу Василия Зайцева.
12 сентября 2014 года на центральной площади села Завьялово был открыт памятник-бюст Василия Петровича Зайцева.